# Richard Wick
Richard Wick (* 19. April 1872 in Usingen; † 24. März 1955 in Bad Cannstatt) war ein deutscher Politiker (USPD, SPD).

## Leben
Wick wurde als Sohn eines Konditors geboren. Nach dem Volksschulabschluss absolvierte er eine Schlosserlehre und arbeitete bis zum Jahr 1905 als Maschinenschlosser. Im Anschluss war er bis 1927 als Lagerarbeiter beim Frankfurter Konsumverein in Oberursel angestellt, zuletzt als Lagerhalter. In den Jahren 1914 bis 1916 nahm er als Soldat am Ersten Weltkrieg teil.
Wick trat in die SPD ein und war von 1906 bis 1914 Vorstandsmitglied der sozialdemokratischen Organisation des Wahlkreises 1 (Wiesbaden). In den Jahren 1905 bis 1930 war er Stadtverordneter, von 1924 bis 1929 Vorsteher der Stadtverordnetenversammlung und von Dezember 1930 bis 1933 hauptamtlicher Beigeordneter in Oberursel. Von 1919 bis 1930 war er Kreistagsmitglied und Kreisdeputierter des Obertaunuskreises. Aus Protest schloss er sich im Jahr 1917 der USPD an, für die er einen Monat nach der Novemberrevolution als Delegierter zum Ersten Rätekongress nach Berlin entsandt wurde. Bei der Reichstagswahl 1920 kandidierte er für den Reichstag, erhielt aber kein Mandat. Am 12. April 1921 rückte er für den ausgeschiedenen USPD-Abgeordneten Heinrich Hüttmann in den Preußischen Landtag nach. Ab dem Jahr 1922 war er wieder Mitglied der SPD. Dem Landtag gehörte er ohne Unterbrechung bis zum Ende der dritten Legislaturperiode 1932 an. Im Parlament vertrat er den Wahlkreis 19 (Hessen-Nassau).
Nach dem Zweiten Weltkrieg betätigte sich Wick wieder politisch und war von 1946 bis 1948 erneut Stadtverordneter der SPD in Oberursel. Im August 1947 wurde er zum Stadtältesten ernannt. Im Juli 1948 zog er nach Bad Cannstatt, wo er im März 1955 verstarb.